# Saison 1 de Downton Abbey
 (avril 2016).
Si vous disposez d'ouvrages ou d'articles de référence ou si vous connaissez des sites web de qualité traitant du thème abordé ici, merci de compléter l'article en donnant les références utiles à sa vérifiabilité et en les liant à la section « Notes et références ».
Chronologie
Saison 2
Cet article présente les épisodes de la première saison de la série télévisée britannique Downton Abbey.

## Époque
Cette saison se déroule sur la période s'étendant du naufrage du Titanic, le 15 avril 1912, jusqu'à la déclaration de guerre du Royaume-Uni à l'Empire allemand, le 4 août 1914, et donc au début de la Première Guerre mondiale.

## Distribution de la saison
- Hugh Bonneville (VF : Patrick Bonnel) : Robert Crawley
- Michelle Dockery (VF : Ingrid Donnadieu) : Mary Crawley
- Dan Stevens (VF : Damien Witecka) : Matthew Crawley
- Maggie Smith (VF : Mireille Delcroix) : Violet Crawley
- Jessica Brown Findlay (VF : Karine Foviau) : Sybil Crawley
- Laura Carmichael (VF : Anneliese Fromont) : Edith Crawley
- Elizabeth McGovern (VF : Odile Cohen) : Cora Crawley
- Penelope Wilton (VF : Sylvie Genty) : Isobel Crawley
- Jim Carter (VF : Vincent Grass) : Charles Carson
- Brendan Coyle (VF : Pascal Casanova) : John Bates
- Joanne Froggatt (VF : Olivia Luccioni) : Anna Smith
- Siobhan Finneran (VF : Annie Le Youdec) : Sarah O'Brien
- Thomas Howes (VF : Fabrice Fara) : William Mason
- Rob James-Collier (VF : Stéphane Pouplard) : Thomas Barrow
- Rose Leslie (VF : Jessica Monceau) : Gwen Dawson
- Phyllis Logan (VF : Denise Metmer) : Elsie Hughes
- Sophie McShera (VF : Audrey Sablé) : Daisy Robinson
- Lesley Nicol (VF : Nicole Favart) : Mme Patmore

### Acteurs récurrents
- Kevin Doyle (VF : Jean-François Lescurat) : Joseph Molesley
- Allen Leech (VF : Yannick Blivet) : Tom Branson
- David Robb (VF : Bernard Alane) : Dr Richard Clarkson
- Robert Bathurst (VF : Jean-Philippe Puymartin) : Anthony Strallan
- Brendan Patricks (VF : Frédéric Popovic) : Evelyn Napier

### Acteurs invités
- Samantha Bond (VF : Anne Kerylen) : Rosammund Painswick
- Jonathan Coy (VF : Jean-François Laley) : George Murray
- Bernard Gallagher : Bill Molesley
- Christine Lohr (VF : Sylvia Bergé) : May Bird
- Theo James : Kemal Pamuk

## Épisodes

### Épisode 1:Question de succession
- Royaume-Uni : 26 septembre 2010 sur ITV1
- France : 
  - 10 décembre 2011 sur TMC
  - 13 avril 2013 sur HD1
- Québec : 12 janvier 2013 sur Radio-Canada

- Royaume-Uni : 9,25 millions de téléspectateurs

- Allen Leech : Tom Branson
- Charlie Cox : Duc de Crowborough
- Jonathan Coy : George Murray
- Perry Millward : le livreur de journaux
- Helen Sheals : l'épouse du postier
- Jonathan Jaynes : le postier

Avril 1912. Le comte de Grantham et son épouse Cora apprennent que les deux héritiers potentiels de la demeure de Downton, le cousin germain du comte et son fils Patrick, sont morts lors du naufrage du Titanic. Les Crawley ont trois filles, Lady Mary, Lady Edith et Lady Sybil. Or seul un héritier mâle peut hériter du domaine, qui est soumis à un entail (fee tail male). Le nouvel héritier est ainsi un arrière petit cousin, Matthew Crawley, avocat vivant avec sa mère Isobel. 
La vie des domestiques à Downton est méticuleusement organisée, sous l'égide du majordome Charles Carson et de l'intendante Mrs Elsie Hughes. Sarah O'Brien est la femme de chambre attitrée de la comtesse, tandis qu'Anna Smith et Gwen Dawson sont les cheffes des bonnes. William Mason et Thomas Barrow sont les deux valets de pied, et Mrs Beryl Patmore, la cuisinière, est aidée de la jeune Daisy Robinson.
L'arrivée d'un nouveau valet au domaine, John Bates, un ancien compagnon d'armes du comte pendant la guerre des Boers, bouleverse les relations. Nommé valet de chambre du comte, il boîte à cause d'une blessure de guerre et s'attire les foudres de certains membres du personnel, dont Thomas, qui convoitait cette place depuis longtemps.

### Épisode 2:Le Nouvel Héritier
- Royaume-Uni : 3 octobre 2010 sur ITV1
- France : 
  - 10 décembre 2011 sur TMC
  - 13 avril 2013 sur HD1
- Québec : 19 janvier 2013 sur Radio-Canada

- Royaume-Uni : 9,97 millions de téléspectateurs

- Kevin Doyle : Joseph Molesley
- Lionel Guyett : Taylor
- Fergus O'Donnell : John Drake
- David Robb : Dr Clarkson
- Cathy Sara : Mme Drake
- Nicky Henson : Charles Grigg
- Andrew Westfield: Lynch

Matthew Crawley et sa mère sont logés dans le village de Downton. Il souhaite continuer à travailler et sa mère, qui a reçu une formation d'infirmière, demande à pouvoir exercer à l'hôpital. 
Matthew éprouve des difficultés à s'adapter au mode de vie des Crawley, à Downton.

### Épisode 3:Le Diplomate turc
- Royaume-Uni : 10 octobre 2010 sur ITV1
- France : 
  - 10 décembre 2011 sur TMC
  - 13 avril 2013 sur HD1
- Québec : 26 janvier 2013 sur Radio-Canada

- Royaume-Uni : 8,97 millions de téléspectateurs

- Lionel Guyett : Taylor
- Theo James : Kemal Pamuk
- Roger Morlidge : le vendeur de prothèses
- Andrew Westfield : Lynch
- Brendan Patricks : Evelyn Napier
- Helen Sheals : l'épouse du postier

Le riche Evelyn Napier annonce sa venue à Downton, à la grande joie de Cora qui voit en lui un possible époux pour Mary. Il est accompagné d'un diplomate turc, Kemal Pamuk, dont le charme trouble profondément les femmes de la maison, surtout Mary. Profitant d'un geste déplacé de Thomas survenu lors de son arrivée, Pamuk l'oblige à le conduire à la chambre de Lady Mary, le soir venu. Déjà séduite, elle succombe à son charme. Le diplomate meurt d'une crise cardiaque pendant l'acte. Mary, épouvantée, est contrainte de demander l'aide de sa mère et d'Anna afin de transporter le cadavre dans sa chambre. Daisy, l'aide-cuisinière, les surprend. Thomas sait que Pamuk avait rejoint Mary.

### Épisode 4:Entre ambitions et jalousie...
- Royaume-Uni : 17 octobre 2010 sur ITV1
- France : 
  - 10 décembre 2011 sur TMC
  - 20 avril 2013 sur HD1
- Québec : 2 février 2013 sur Radio-Canada

- Royaume-Uni : 9,7 millions de téléspectateurs

- Kevin Doyle : Joseph Molesley
- Allen Leech : Tom Branson
- David Robb : Dr Clarkson
- Bill Fellows : Joe Burns
- Martin Reeve : le prêtre
- Elizabeth Hill II : l'infirmière

Mai 1913. Plusieurs affaires se croisent, alors que le souvenir de la mort de Pamuk reste vif. Isobel et Violet s'affrontent quant à l'origine de l'allergie de Molesley, le valet des Crawley mère et fils. 
Mrs. Hughes est contactée par un ancien fiancé, Monsieur Burns, qui lui propose à nouveau de l'épouser. Elle refuse. 

### Épisode 5:La rumeur se propage
- Royaume-Uni : 24 octobre 2010 sur ITV1
- France : 
  - 17 décembre 2011 sur TMC
  - 20 avril 2013 sur HD1
- Québec : 9 février 2013 sur Radio-Canada

- Royaume-Uni : 9,4 millions de téléspectateurs

- Kevin Doyle : Joseph Molesley
- Robert Bathurst : Sir Anthony Strallan
- Bernard Gallagher : Bill Molesley
- Dean Williamson : le fermier

Bates découvre que Thomas vole du vin à la cave. S'en rendant compte, Thomas et son alliée O'Brien tentent de faire accuser Bates du vol d'une des tabatières du comte. Carson n'y croit pas. Anna, secrètement amoureuse de Bates, l'informe de l'éventualité que Thomas lui tende un piège, et lui conseille alors de chercher la tabatière dans sa chambre. Réunis dans la salle à manger des domestiques, Bates propose alors une fouille des chambres afin de l’innocenter.

### Épisode 6:Secrets dévoilés
- Royaume-Uni : 31 octobre 2010 sur ITV1
- France : 
  - 17 décembre 2011 sur TMC
  - 20 avril 2013 sur HD1
- Québec : 16 février 2013 sur Radio-Canada

- Royaume-Uni : 9,84 millions de téléspectateurs

- Allen Leech : Tom Branson
- Robert Bathurst : Sir Anthony Strallan
- Jamie de Courcey : le candidat libéral
- Mark Kelly II : le voyou

Mai 1914. Ayant eu vent des rumeurs concernant Mary, Violet entreprend sa belle-fille. Cora lui révèle toute l'histoire. 
Édith est courtisée par Sir Anthony Strallan, à la stupéfaction de ses sœurs. Lady Sybil décide d'assister, contre la volonté de son père, à une réunion politique. La manifestation dégénère en bagarre générale, blessant légèrement Sybil. Branson, bien qu'ignorant les plans de la jeune femme, était chargé de sa sécurité. Il craint d'être jugé responsable de l'incident. 

### Épisode 7:La famille Grantham s'agrandit
- Royaume-Uni : 7 novembre 2010 sur ITV1
- France : 
  - 17 décembre 2011 sur TMC
  - 27 avril 2013 sur HD1
- Québec : 23 février 2013 sur Radio-Canada

- Royaume-Uni : 10,77 millions de téléspectateurs

- Kevin Doyle : Joseph Molesley
- Allen Leech : Tom Branson
- Robert Bathurst : Sir Anthony Strallan
- David Robb : Dr Clarkson
- Samantha Bond : Lady Rasamund Painswick
- Brendan Patricks : Evelyn Napier
- Christine Lohr : Mme Bird
- Sean McKenzie : Mr Bromidge
- Jane Wenham : Mme Bates

Été 1914. Cora apprend qu'elle est enceinte, 18 ans après son dernier accouchement. Cette nouvelle réjouit toute la demeure et pourrait changer la donne de l'héritage si le nouveau-né est un garçon. Matthew a demandé Mary en mariage. Embarrassée, cette dernière cherche de l'aide auprès de sa tante, Lady Rosalind Painswick, à Londres. Celle-ci lui conseille de l'épouser, même si elle venait à perdre l'héritage.
Mrs. Patmore annonce à Carson qu'elle est atteinte de cataracte ; elle devient lentement aveugle. Lord Grantham, informé, l'envoie se faire soigner dans une clinique londonienne. Elle est remplacée par Mrs. Bird. Par peur qu'elle ne la surpasse, Mrs. Patmore demande alors à Daisy de gâcher tous ses plats pour éviter d'être remplacée. Sa manœuvre est découverte. La jeune femme, en pleurs, s'explique et Mrs. Bird lui pardonne. O'Brien, pensant que Cora désire la licencier, est prise d'un accès de colère. Elle laisse volontairement traîner un savon au pied de la baignoire de la comtesse. Lorsqu'elle se rend compte de la gravité de son geste, elle tente de l'empêcher. Trop tard. Cora a glissé et, en tombant, a perdu l'enfant qu'elle portait. O'Brien découvre que Cora cherchait à remplacer la femme de chambre de Violet et non elle-même, ce qui la plonge dans un profond désarroi. 
Thomas décide de s'engager dans le personnel médical de l'armée alors qu'un conflit semble imminent depuis l'assassinat de l'archiduc François-Ferdinand.
Lors d'une grande réception donnée à Downton en août, Mary fait croire à Sir Strallan qu'Édith le trouve ennuyeux. Il quitte les lieux sans attendre, au grand dam de Lady Édith. Matthew, doutant des véritables sentiments de Mary, quitte lui aussi Downton. Gwen apprend qu'elle a décroché le poste de secrétaire, ce qui réjouit Lady Sybil.